# Варги
Варги (др.-сканд. vargr, или англизированный вариант — англ. warg или varg) в скандинавской мифологии являются огромными волками. Так именуют Фенрира и двоих его сыновей — Сколля и Хати.

Джон Рональд Руэл Толкин включил варгов в свой легендариум, использовав древнеанглийскую форму слова — warg (а также wearg и wearh), в котором варги представлены как огромные волкоподобные существа, обитающие в безлюдных землях долины реки Андуин и в Глухоманье (англ. Wilderness). В отличие от известных у Толкина волколаков, варги являются обычными существами из плоти и крови, а не духами в облике волков.

## Этимология
В древнескандинавском языке vargr обозначает «волк» (ulfr). В прагерманском языке wargaz означало «душитель» (совр. форма — würgen), «злодей, преступник, изгой». В современном шведском языке имеется слово Varg — «волк», а в древнеанглийском имелось warg — «большой медведь».
В 1514 строке Беовульфа мать Гренделя описывается как grund-wyrgen — «варг из глубин».

## Варги в скандинавской мифологии
В скандинавской мифологии варгами являются огромный волк Фенрир и два его сына — Сколь и Хати. В «Саге о Хервёр» Гестумблинди (Один) вопрошает у короля Хейдрика:

Что светит людям,
но само объято пламенем,
и варги всегда преследуют его?
И Хейдрик даёт ответ: «Это — солнце. Оно освещает землю и светит всем людям, а Сколь и Хати называют варгами. Это — волки, один преследует солнце, другой — луну».
Волки также служили в качестве ездовых животных для более могущественных персонажей. В тексте на руническом камне из Рёка имеется кеннинг, в котором лошадь Ганнр именуется волком, в «Песне о Хюндле» вельва Хайндла едет на волке, а великанша Гирроккин воспользовалась волком, чтобы прибыть на похороны Бальдра.

## Упоминания варгов в легендариуме Толкина
Впервые варги упоминаются в «Хоббите» при описании событий, имевших место после того, как гномы во главе с Гэндальфом и Бильбо Бэггинсом выбрались из пещер Мглистых гор, спасаясь от гоблинов.
Из текста «Хоббита» очевидно, что варги, как и обычные волки, — животные социальные, но при этом обладающие определёнными зачатками разума. Например, у варгов существует примитивный «язык»:

…В центре сидел громадный серый волк и говорил на ужасном языке варгов. Гэндальф понимал язык варгов, Бильбо нет, но и так можно было догадаться, что речь идёт только о жестоких и злых делах. Время от времени варги хором отвечали серому вожаку, и каждый раз, слыша их жуткое рявканье, хоббит чуть не падал от страха с сосны…— Джон Роналд Руэл Толкин. «Хоббит, или Туда и Обратно», глава 6
Насколько известно, варги Средиземья всегда выступали на стороне сил Тьмы, как правило, в союзе с гоблинами (орками), часто договариваясь с ними об общих набегах, когда оркам нужно было пополнить запасы провизии и рабов, а варги были голодны. Также они выступали в качестве верховых животных, позволяя оркам ехать на своих спинах. О таких волчьих всадниках упоминается в описании Битвы Пяти Воинств в книге «Хоббит»; также во второй книге романа «Властелин Колец» упоминается о том, что орки — наездники на волках служили Саруману:

…Я видел, как они шли: орки за орками, чёрные стальные полчища, и верховые — на громадных волках.— Джон Роналд Руэл Толкин. «Властелин Колец. Две твердыни»: Пер. В.С. Муравьева

### В адаптациях
В кинотрилогиях Питера Джексона «Властелин колец» и «Хоббит» варги показаны более примитивными существами, нежели в произведениях Толкина — это по своей сущности всего лишь дикие свирепые хищники. Орки (гоблины) приручили их и используют в бою одновременно для нападения и для верховой езды, а также в качестве следопытов при долгой погоне.
В «Двух крепостях» целый отряд орков-наездников на варгах был послан из Изенгарда на пересечение потока беженцев из Эдораса. В результате этого набега едва не были убиты Гимли и Арагорн. В «Возвращении короля» предводитель орков прибывает на Пеленнорские поля верхом на матёром варге к началу битвы.
В «Хоббите» варги имеют заметные отличия в телосложении от показанных во «Властелине колец». Во «Властелине колец» варги больше напоминают огромных гиен, нежели волков, а в «Хоббите» они более волкоподобны (возможно, подразумеваются два разных вида). Среди многочисленных варгов особенно выделяется альбинос, который прислуживает самому Азогу и пользуется такой же дурной репутацией, как и его злобный хозяин.

## Варги в современной культуре
- Образ варгов и волчьих всадников заимствовали многие компьютерные игры.
- Норвежский музыкант Кристиан Викернес в марте 1993 года официально сменил имя на Варг. Одна из метал-групп, в которой он участвовал, носила название «Урук-хай».
- В серии книг Джорджа Мартина под общим названием «Песнь Льда и Огня» варги (англ. Wargs) — это люди, способные вселяться в тела других живых существ, завладевать их разумом, управлять ими на расстоянии и видеть их глазами. Оборотничество — одно из проявлений сверхъестественного в мире Мартина. Шестеро детей Неда Старка являются варгами.